# Empis assalemensis
Empis assalemensis är en tvåvingeart som beskrevs av Christophe Daugeron 2000. Empis assalemensis ingår i släktet Empis och familjen dansflugor.
Artens utbredningsområde är Iran. Inga underarter finns listade i Catalogue of Life.